# Peugeot Typ 130
Der Peugeot Typ 130 ist ein frühes Automodell des französischen Automobilherstellers Peugeot, von dem 1910 im Werk Lille 85 Exemplare produziert wurden.
Die Fahrzeuge besaßen einen Vierzylinder-Viertaktmotor, der vorne angeordnet war und über Kardan die Hinterräder antrieb. Der Motor leistete aus 4588 cm³ Hubraum 22 PS.
Bei einem Radstand von 325,1 cm betrug die Spurbreite 145 cm. Die Karosserieform Torpedo bot Platz für vier Personen.